# Billy Kennedy
William Joseph Kennedy jr., detto Billy (Metairie, 2 febbraio 1964), è un allenatore di pallacanestro statunitense.